# Какаев, Ягшигельды Ильясович
Ягшигельды́ Илья́сович Кака́ев (туркм. Ýagşygeldi Ilýasowiç Kakaýew, 1959, Тахтинский район, Ташаузская область, Туркменская ССР, СССР — 8 июля 2020, Ашхабад, Туркменистан) — туркменский государственный деятель.

## Биография
В 1985 г. окончил Туркменский политехнический институт, по специальности — технолог проходки нефтегазовых месторождений и комплексной механизации.
Трудовую деятельность начал инженером, младшим научным сотрудником в Туркменском филиале ВНИИ газа. Далее работал научным сотрудником и старшим научным сотрудником Туркменского филиала ВНИИ газа, заведующим отделом Института нефти и газа.
22.02.2007 — 27.08.2008 — председатель государственного концерна «Туркменгаз».
27.08.2008 — 15.07.2016 — директор Государственного агентства по управлению и использованию углеводородных ресурсов при Президенте Туркменистана. 27 октября 2009 года награждён медалью «За большую любовь к независимому Туркменистану». В начале мая 2012 года Ягшигельды Какаеву Президентом Бердымухамедовым был объявлен строгий выговор «за неудовлетворительное исполнение служебных обязанностей, недостатки, допущенные в работе».
24.07.2010 — 08.09.2010 — и. о. заместителя Председателя Кабинета министров Туркменистана.
28.05.2012 — 08.06.2013 — заместитель Председателя Кабинета министров Туркменистана по нефтегазовому комплексу. 19 января 2013 получил строгий выговор от президента «за ненадлежащее исполнение должностных обязанностей и несоблюдение трудовой дисциплины, допущенные недостатки в работе». В июне 2013 года освобождён от должности заместителя Председателя Кабинета министров для концентрации на работе в качестве руководителя Государственного агентства по управлению и использованию углеводородных ресурсов для реализации строительства международных газопроводов.
06.11.2015 — 05.04.2017 — заместитель Председателя Кабинета министров Туркменистана по нефтегазовому комплексу.
22 декабря 2017 года назначен на должность советника Президента Туркменистана по нефтегазовым вопросам.
8 июля 2020 года скончался в Ашхабаде от пневмонии.